# Odontionella cyclops
Odontionella cyclops is een mosdiertjessoort uit de familie van de Foveolariidae. De wetenschappelijke naam van de soort is, als Membranipora cyclops, voor het eerst geldig gepubliceerd in 1854 door Busk.